# Йохан Ернст фон Изенбург-Бюдинген
Йохан Ернст I фон Изенбург-Бюдинген (на немски: Johann Ernst I zu Isenburg-Büdingen; * 21 юни 1625 в Бирщайн; † 8 октомври 1673 в Бюдинген) от род Изенберг е граф на Изенбург-Бюдинген (1633 – 1673).
Той е син на граф Волфганг Ернст I фон Изенбург-Бюдинген в Бирщайн (1560 – 1633) и третата му съпруга графиня Юлиана фон Сайн-Витгенщайн (1583 – 1627), дъщеря на граф Лудвиг I фон Сайн-Витгенщайн (1532 – 1605) и втората му съпруга Елизабет фон Золмс-Лаубах (1549 – 1599), дъщеря на граф Фридрих Магнус I фон Золмс-Лаубах и Агнес фон Вид.
През 1628 г. графството Изенбург-Бюдинген се образува от подялбата на графство Изенберг. Баща му Волфганг Ернст I разделя графството Изенбург-Бюдинген между петте му синове. Йохан Ернст е по-малък полубрат на Филип Лудвиг I (1593 – 1593), граф на Изенбург-Бюдинген, и на Вилхелм Ото (1597 – 1667), граф на Изенбург-Бюдинген-Бирщайн.
Граф Йохан Ернст I фон Изенбург-Бюдинген умира на 18 октомври 1673 г. в Бюдинген на 48 години.
През 1687 г. графството се разделя отново на специалните (странични) линии „Изенбург-Бюдинген-Бюдинген“, „Изенбург-Бюдинген-Мариенборн“, „Изенбург-Бюдинген-Меерхолц“ и „Изенбург-Бюдинген-Вехтерсбах.“

## Фамилия
Йохан Ернст фон Изенбург-Бюдинген се жени на 15 юни 1650 г. във Вехтерсбах за графиня Мария Шарлота фон Ербах-Ербах (* 24 март 1631 в Ербах, † 8 юни 1693 в Меерхолц), дъщеря на граф Георг Албрехт I фон Ербах (1597 – 1647) и първата му съпруга графиня Магдалена фон Насау (1595 – 1633), дъщеря на граф Йохан VI фон Насау-Катценелнбоген-Диц и графиня Йоханета фон Сайн-Витгенщайн. Те имат 12 деца:
- Георг Ернст (* 20 юли 1651, Вехтерсбах; † 16 март 1652, Бюдинген)
- Йохан Лудвиг (* 5 август 1652, Меерхолц; † 5 април 1654, Вехтерсбах)
- Анна Амалия (* 23 октомври 1653, Меерхолц; † 12 март 1700, Бирщайн), омъжена в Бирщайн на 3/13 ноември 1679 г. за граф Вилхелм Мориц фон Изенбург-Бирщайн (1657 – 1711), син на граф Йохан Лудвиг фон Изенбург-Бюдинген-Офенбах и принцеса Луиза фон Насау-Диленбург
- Филип Ернст (* 28 март 1655, Вехтерсбах; † 22 септември 1672, Марбург от едра шарка на 17 години)
- Елизабет Юлиана (* 8 юли 1656, Вехтерсбах; † 16 септември 1656, Бирщайн)
- Фридрих Вилхелм (* 27 януари 1658, Вехтерсбах; † 21 юни 1676), убит в битката при Филипсбург на 18 години, погребан в Бюдинген
- Волфганг Ернст (* 25 март 1659, Вехтерсбах; † 20 юни 1676, Харбург, Хамбург на 17 години)
- Йохан Казимир (* 10 юли 1660 във Вехтерсбах; † 23 септември 1693 в Кулемборг, Нидерландия), граф на Изенбург-Бюдинген в Изенбург (1673 – 1693), женен в Офенбах на 12 април 1685 г. за графиня (1650 – 1692), дъщеря на граф Йохан Лудвиг фон Изенбург-Бюдинген-Офенбах и принцеса Луиза фон Насау-Диленбург
- Фердинанд Максимилиан I фон Изенбург-Бюдинген (* 24 декември 1661, Бюдинген; † 14 март 1703, Вехтерсбах), граф на Изенбург-Бюдинген във Вехтерсбах, женен в Берлебург на 1 юли 1685 г. за графиня Албертина Мария фон Сайн-Витгенщайн-Берлебург (1663 – 1711), дъщеря на граф Георг Вилхелм фон Сайн-Витгенщайн-Берлебург (1636 – 1684)
- Георг Албрехт фон Изенбург-Бюдинген (* 1 май 1664, Бюдинген; † 11 февруари 1724, Меерхолц), граф на Изенбург-Бюдинген в Меерхолц, женен на 11 юни 1691 г. за графиня Амалия Хенриета фон Сайн-Витгенщайн-Берлебург (1664 – 1733), дъщеря на граф Георг Вилхелм фон Сайн-Витгенщайн-Берлебург (1636 – 1684)
- Луиза Албертина (* 25 август 1665, Бюдинген; † 18 януари 1754, Оберхоф, Бюдинген на 88 години)
- Карл Август фон Изенбург-Бюдинген (* 27 януари 1667, Бюдинген; † 16 март 1725, Мариенборн), граф на Изенбург-Бюдинген в Мариенборн (при Майнц), женен в Лаубах на 5 май 1690 г. за графиня Анна Белгика Флорентина фон Золмс-Лаубах (1663 – 1707), дъщеря на Карл Ото фон Золмс-Лаубах